# Santiagomanta
Santiagomanta es una radio del norte argentino que emite en el 105.7 MHz, oficialmente se denomina LRK-361, Declarada de interés cultural por el honorable consejo deliberante de Santiago del Estero - Ordenanza N° 4.298/09.
Santiagomanta, palabra del quichua santiagueño significa de, desde Santiago.